# Acrossus bimaculatus
Acrossus bimaculatus är en skalbaggsart som beskrevs av Erich Laxmann 1770. Acrossus bimaculatus ingår i släktet Acrossus och familjen Aphodiidae. Inga underarter finns listade i Catalogue of Life.

## Bildgalleri

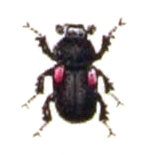
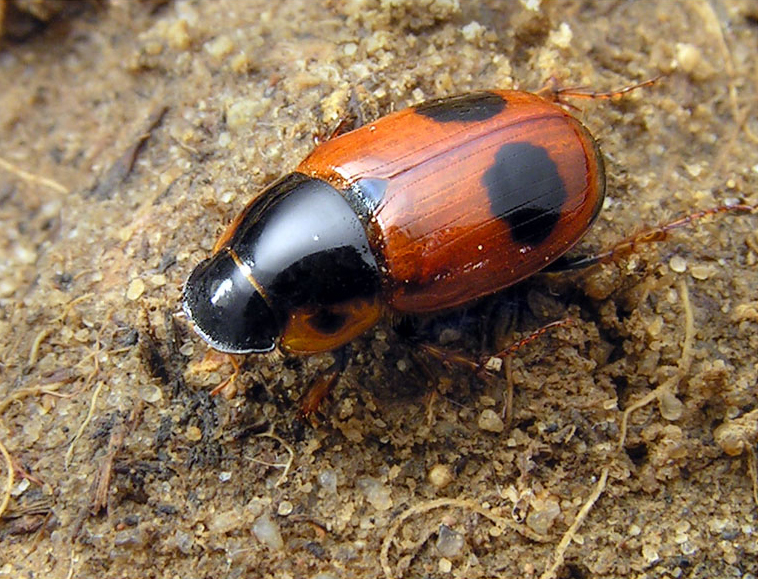